# Tethionea hoogstraali
Tethionea hoogstraali är en skalbaggsart som beskrevs av J. Linsley Gressitt 1951. Tethionea hoogstraali ingår i släktet Tethionea och familjen långhorningar. Inga underarter finns listade i Catalogue of Life.